# .mz
.mz је највиши Интернет домен државних кодова (ccTLD) за Мозамбик.